# Деде Мустафа Хъфзи паша
Деде Мустафа Хъфзи паша (на турски: Mustafa Hıfzi Paşa, Dede) е османски офицер и чиновник. Заема валийски постове в империята. През май 1847 година наследява Якуб паша Кара Османзаде като валия на Солунския еялет и остава на поста до септември 1848 година. Умира в 1860 година.